# St. Johannes der Täufer (Kaltohmfeld)

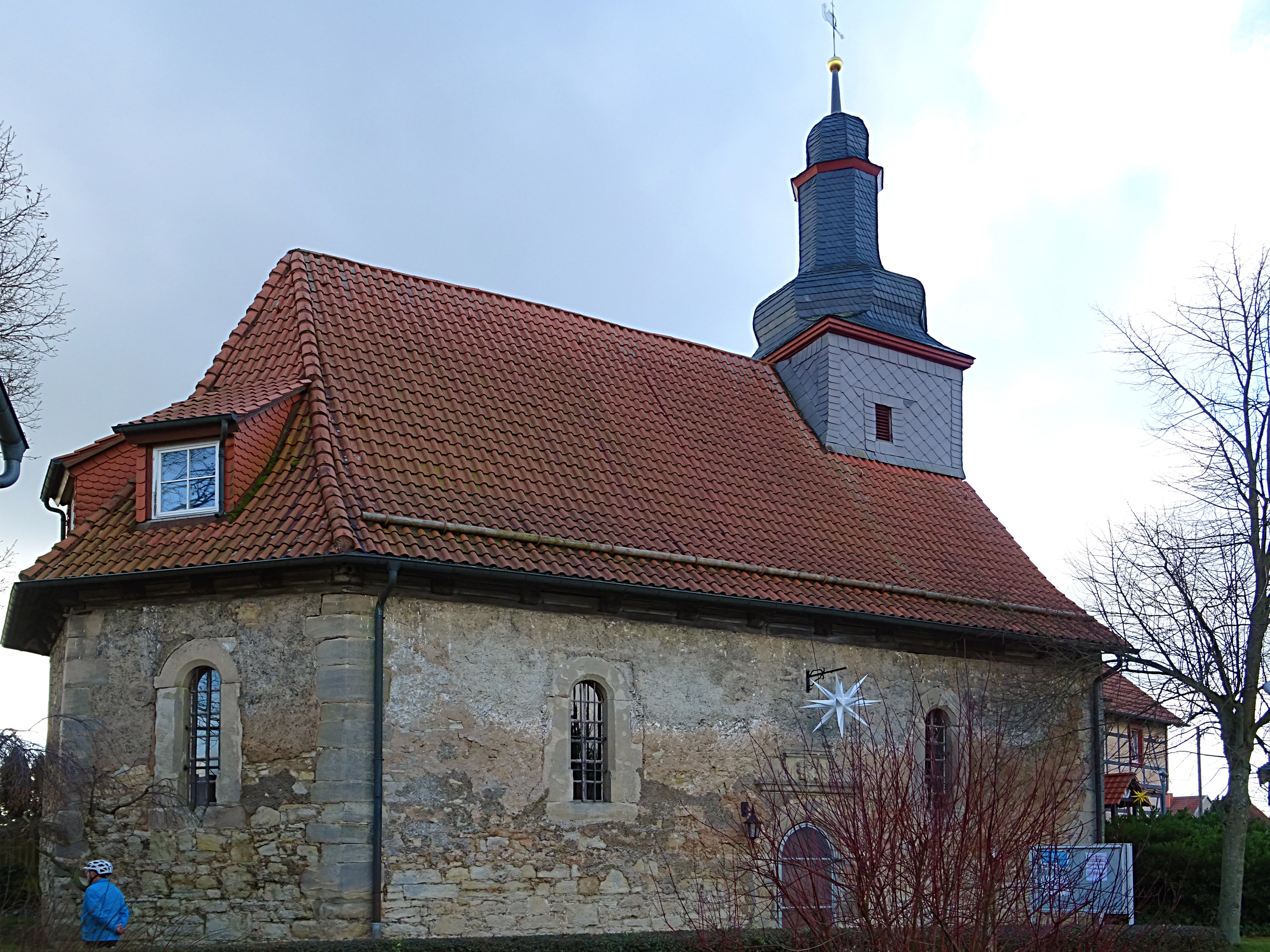
St. Johannes der Täufer

Die evangelische Dorfkirche St. Johannes der Täufer steht am Rande des Dorfes Kaltohmfeld in dem Stadtteil von Leinefelde-Worbis im Landkreis Eichsfeld in Thüringen.

## Geschichte

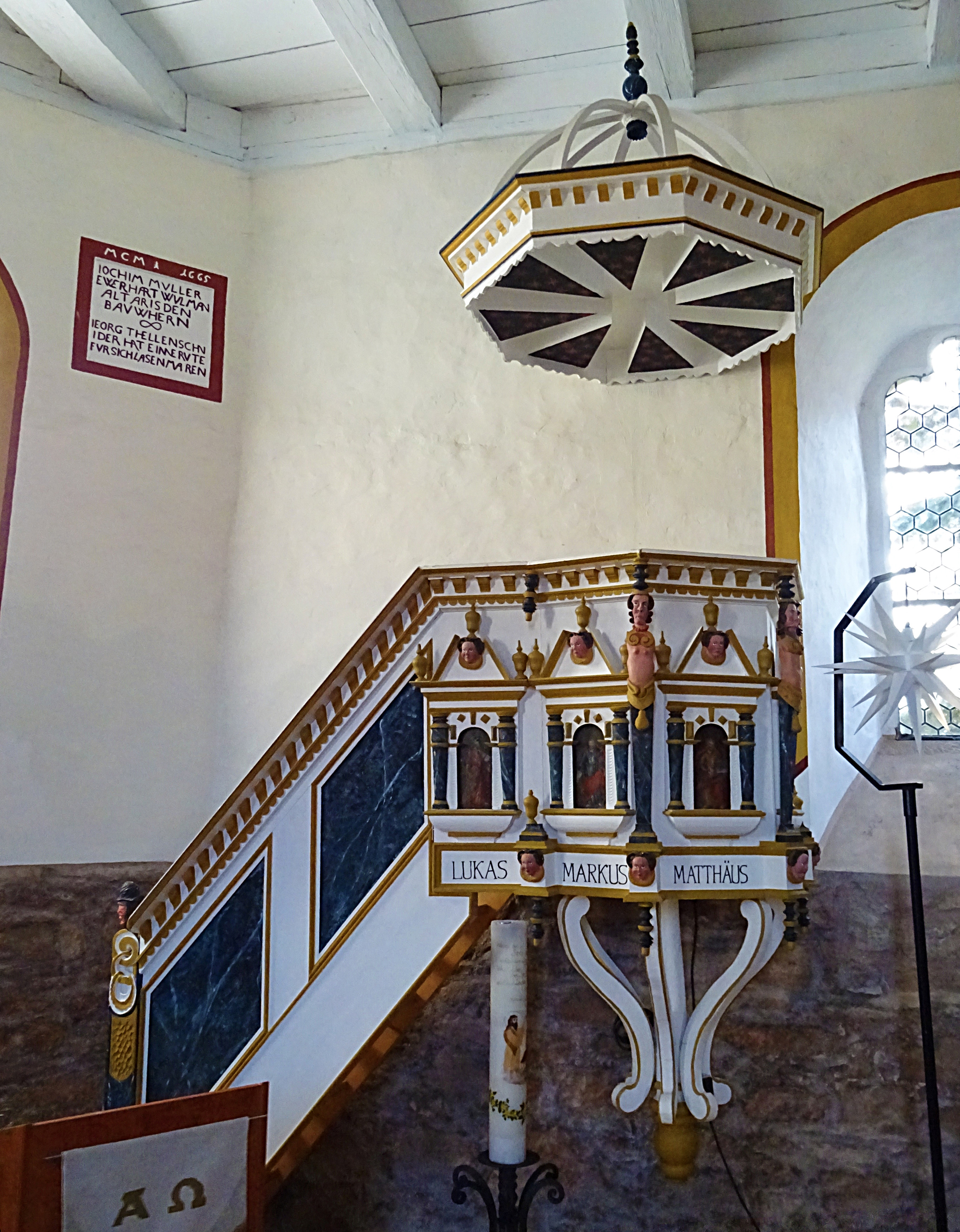
Kanzel

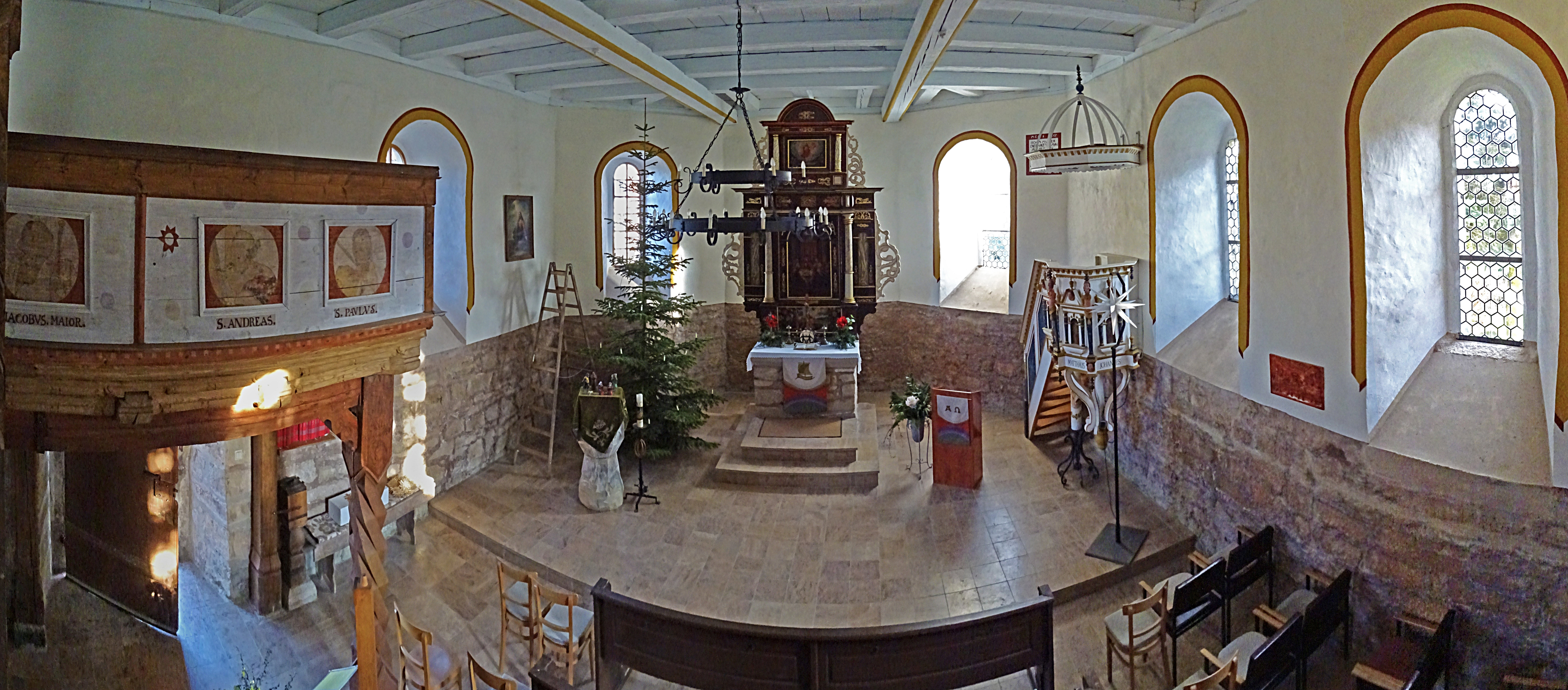
Innenraum-Panorama

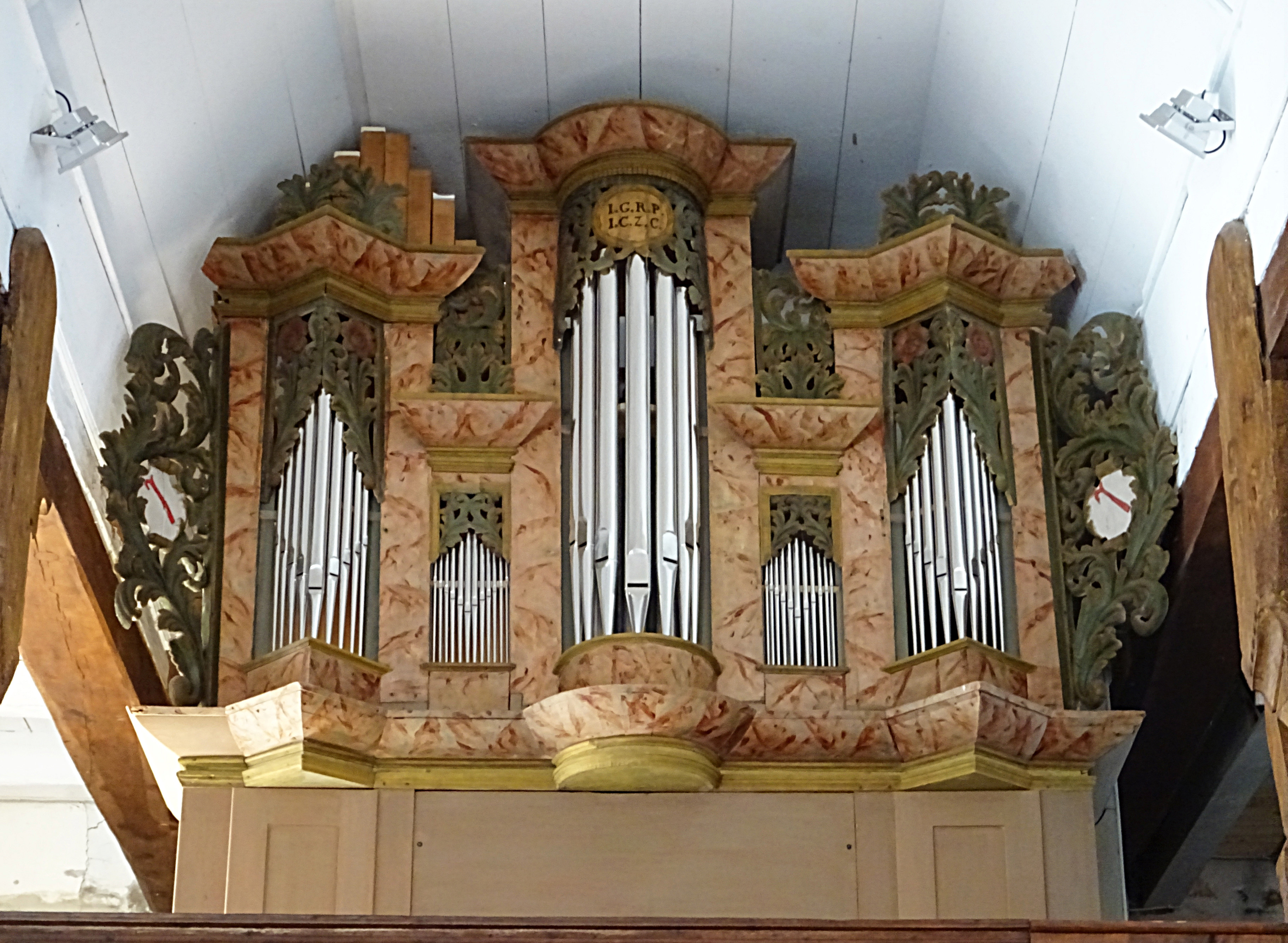
Strobel-Orgel (1913)

1588 wurde  bereits eine evangelische Dorfkirche mit dem Namen „Johannes der Täufer“ am Rande des Dorfes gebaut. Diese wurde 1655 abgebrochen. Auf deren Grund und Boden entstand die heutige Kirche.
Auf dem Gesims über dem Portal ist das Wappen der Patronatsherren von Wintzingerode angebracht.
Im Kirchenschiff sind Emporen an der West- und Nordseite angebaut. Sie stehen auf geschnitzten Stützen. Die Kanzel ist mit Nischen versehen, in denen Figuren der  Evangelisten Matthäus, Markus, Lukas und Johannes stehend dargestellt sind. Der Altar besitzt einen Aufsatz, in dem die Predella die gemalte Wiedergabe der Taufe Jesu durch Johannes im Jordan dargestellt ist. Darüber befindet sich ein Abendmahlbild.
Die Glocken sind aus den Jahren 1595 und 1745.
Die Orgel aus dem Jahr 1913 wurde vom Orgelbauer Julius Strobel errichtet.